# 日本傳統藝能

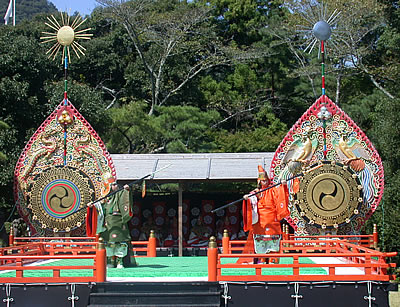
伊勢神宮的神乐 振鉾

日本傳統藝能（日语：日本の伝統芸能）是日本自古代流傳下來藝術技能的泛稱。自特定階級的教養、娛樂、儀式、祭祀等活動的特定形式而來，經系統化的傳承而尚未消失的有形、無形之物，如詩歌、音樂、舞蹈、繪畫、工藝、藝道等。為了與現代藝術有所區分，在西洋文化進入日本以前的藝術與技能稱為傳統藝能。雖然其中許多起源於自中國傳入的文化元素，但在日本發展出來的東西，已經成為日本固有的文化。

## 形式類別

### 歌
- 和歌
  - 長歌
  - 短歌
  - 旋頭歌
  - 片歌
  - 連歌
- 俳諧
  - 俳句
  - 連句

### 
- 神樂
- 田樂
- 日本雅樂
- 舞樂
- 猿樂/就是从这里衍生出了狂言与能
- 白拍子
- 延年
- 曲舞
- 上方舞

### 演劇
- 能剧
- 狂言
- 歌舞伎
- 文樂

### 音曲
- 雅樂
  - 聲樂
  - 歌舞
  - 管弦
  - 舞樂
- 邦樂
  - 箏曲
  - 尺八
  - 三味線
  - 義太夫節
  - 常盤津節
  - 地唄
  - 長唄

### 演藝
- 狂言
- 浪曲
- 講談
- 落語
- 浪花節
- 奇術
- 萬歲
- 俄
- 女道樂
- 大神樂
- 漫才
- 聲色
- 物真似
- 形態模寫
- 紙切
- 人形劇（文樂）
  - 人形淨琉璃　一種以三味線伴奏的說唱音樂，從室町時代開始發展。在即將進入江戶時代時，與偶戲結合，江戶初期之後，不分貴族平民，廣受歡迎。

### 工藝
- 雕金
- 漆器
- 陶藝
- 織物

### 藝道
- 武藝（武道）
- 茶道
- 香道
- 書道
- 花道（華道）

## 关联項目
- 六艺
- 艺道论
- 民族音乐
- 古典乐器
- 舞蹈学会
- 琉球传统艺能
- 日本的传统艺能 (NHK) - NHK教育テレビで放送している伝統芸能番組